# Стёпин, Даниэль
Даниэль Стёпин (род.  8 апреля 1986, УССР, СССР) — израильский актёр и создатель, выпускник Высшей школы исполнительских искусств «Бейт Цви».

## Биография
Даниэль Стёпин родился 8 апреля 1986 года в Украине. 
В возрасте 13 лет иммигрировал в Израиль с семьей в город Рамат-Ган. После этого он переехал жить в Иерусалим и там закончил среднюю школу в школе-интернате Хават ха-Ноар ха-Циони.
Он начал свою актёрскую карьеру еще в Украине. В 11 лет вел программу юных дарований «Ариэль» на местном телевидении в родном Хмельницком, участвовал в оперетте Штрауса «Цыганский барон» в Петровском репертуарном театре и получил приз зрительских симпатий фестиваля моноспектаклей в 1997 году за исполнение лучшего юмористического монолога.
Свою военную службу проходил ассистентом воспитателя в Службе образования и молодёжи. После окончания военной службы начал обучение в школе исполнительских искусств «Бейт Цви», которую окончил в 2011 году. В рамках учебы участвовал в спектаклях «Холостяки и холостячки» Ханоха Левина (роль: Знайдух), «Свой» (роль: Рафа), «Вишневый сад» (роль: Гаев), «Скупой» (роль: Жак), «История пригорода» (роль: Док) и «Праведник» (ивр. איש חסיד היה‎). Уже во время обучения актёрскому мастерству он начал переводить пьесы с русского на иврит и писать авторскую музыку к пьесам.
В 2011 году, по окончании учёбы, он сыграл в нескольких второстепенных спектаклях в театре «Ха-Симта» (роль: Ингеле) и «Эдип — реальная история» в театре «Тму-на».
В 2012—2018 годах играл в театре «Гешер» под художественным руководством Евгения Арье и был его ассистентом в нескольких постановках. В «Гешере» он играл в спектаклях «Дибук» в постановке Арье, «Путешествия Одиссея» в постановке Ширы Гольдберг, «Терроризм» в постановке Михаила Краменко, «Дон Кихот», «Добрый человек из Сычуани» и «Книга царя Давида» режиссера Евгения Арье.
В 2014 году участвовал в фестивале моноспектаклей «Театронетто» со спектаклем «Орлы» по книге Йорама Канюка в постановке Славы Мальцева.
В 2017 году принял участие в главной роли в украинском фильме «Все начинается в Киеве» режиссёра Сергея Круценко. В фильме он сыграл Микки, еврейского парня, родившегося в Украине, который возвращается на родину, чтобы узнать информацию о своем прошлом и корнях. Фильм вышел в 2018 году.
В 2018 году начал играть роль Анатолия Кириленко, мясника из Молдовы, в комедийном сериале «Главная касса». Сериал транслировался на образовательном канале. Трансляция его второго сезона началась в 2020 году в «Кан 11», и он даже был номинирован на международную премию «Эмми» в категории «Лучший комедийный сериал» 2019 года.
В 2020 году начал вести «Два кофе — подкаст Даниэля Стёпина» на своем канале YouTube. В подкасте Даниэль приглашает людей на чашку кофе и рассказывает об их жизни и работе. В июле 2021 года, по случаю выхода третьего сезона сериала «Главная касса», начал режиссировать шоу «Мясник», совместно с Янивом Суисой, который играет в сериале со Стёпиным.
В марте 2020 года  был назначен директором ансамбля «Кан».
С 2021 года Даниэль Стёпин играет роль Игоря в молодёжном сериале «Одни дома».
С 2022 года Даниэль Стёпин играет роль Нисима в мюзикле «Хабадники» в театре «Камери».
На Евровидении 2022 был представителем телерадиовещательной корпорации, озвучившим баллы, набранные представителем Израиля.
Даниэль Стёпин — выпускник Открытого университета по специальности психология.

## Личная жизнь
Женат на Сахар Софер, дочери Дрора Софера, и является отцом дочери. Пара живет в Тель-Авиве.

## Телевизионные роли
- 2023 — Совецка — Стас (канал Кан 11)
- 2021—2022 — Одни дома — Игорь, уборщик (канал Кан Хинухит)
- 2019 — Хороший полицейский 3 — Игорь (канал Йес)
- 2018—н.в. — Главная касса — Анатолий Кириленко (каналы Хинухит, Кан 11)
- 2018 — Полный дом — доставщик пиццы (канал ХотЗум)

## Театр

### Театр «Камери»
- 2022 — Хабадники — Ниссим (ранее Олег) (драматург — Уди Готтшалк, режиссёры — Уди Готтшалк и Гилад Кимхи)

### Театр «Маленький»
- 2019 — Превращение (драматурги — Хаим Язин и Александр Гринштейн, режиссёр — Михаил Теплицкий)

### Театрронетто
- 2014 — Орлы (драматург — Йорам Канюк, режиссёр — Слава Мальцев)

### Театр Гешер
- 2017 — Книга царя Давида (по мотивам книги Стефана Хейма «Книга царя Давида», режиссёр — Евгений Арье)
- 2015 — Я Дон Кихот! (драматург — Рой Хен, режиссёр — Евгений Арье)
- 2014 — Добрый человек из Сычуани (драматург — Бертольт Брехт, режиссёр — Евгений Арье)
- 2014 — Терроризм — (драматурги — Братья Пресняковы, режиссёр — Михаил Краменко)
- 2013 — Путешествия Одиссея — Элпенор (драматург — Рой Хен, режиссёр — Шир Гольдберг)
- 2013 — Дибук (драматург — Рой Хен, вдохновленный С. Ан-ским, режиссёр — Евгений Арье)

## Русский дубляж
- 2021 — Красная ракета — Майки Дэвис (Майк-Сабля)
- 2014—2016 — Говорящий Том и друзья (мультсериал) — Санта, Гендиректор, второстепенные мужские роли
- 2012—2014 — Бен-10: Омниверс — Рук Блонко
- 2011—2019 — Удивительный мир Гамбола — Ричард Уоттерсон (3—5 сезоны), Ларри Нидлмайер (3—5 сезоны), Тренер (3—5 сезоны), Тобиас Уилсон (серия «Самая лучшая мама»), Сосиска (3—5 сезоны), Роб (3—5 сезоны)
- 2008—2011 — Одиннадцать молний